# Civiele vlag
De civiele vlag (?) is een (meestal nationale) vlag die door burgers van een land (of subnationale entiteit) gebruikt wordt. Deze wijkt in een aantal landen af van de vlag die door de overheid gebruikt wordt, de staatsvlag, meestal doordat het nationale wapen niet op de civiele vlag staat. Een voorbeeld hiervan is de vlag van Peru: de civiele vlag bestaat enkel uit drie verticale banen in de kleurencombinatie rood-wit-rood, terwijl de staatsvlag als aanvulling in de witte baan het Peruaanse wapen toont. De Peruaanse oorlogsvlag ziet er ook weer anders uit, omdat deze een aangepaste versie van het wapen toont.
De civiele vlag te water is de handelsvlag, een vlag die te water wordt gevoerd door schepen die in het betreffende land zijn geregistreerd als koopvaardijschip.
Hoofdartikel: Vlaggen van de wereld      Portaal: Vlaggen en wapens
Vlaggen van A tot Z · Historische vlaggen · Handelsvlaggen van de wereld · Marinevlaggen van de wereld · Vlaggen van staten met beperkte erkenning · Vlaggen van internationale organisaties · Vlaggen van gebieden met separatistische of irredentistische bewegingen · Vlaggen van hoofdsteden · Vlaggenlijsten per land · Vlaggen van afhankelijke gebieden · Vlaggen van subnationale entiteiten · Vlaggen van gemeenten · Vlaggen van micronaties · Taalvlag
Zie ook: Vexillologie · Vlag · Vlaginstructie · Wimpel